# Persone di cognome Jacobsen
| Questa pagina contiene informazioni ricavate automaticamente dalle voci biografiche con l'ausilio del template Bio e di un bot. L'aggiornamento è periodico e automatico e ricostruisce completamente la pagina. Se manca una persona in questa lista, sei pregato di non aggiungerla, ma accertati piuttosto che la sua voce biografica contenga il template Bio e che i dati anagrafici siano correttamente compilati. Se il template Bio manca, inseriscilo tu stesso o, in alternativa, metti l'avviso {{tmp\|Bio}} che ne segnala la mancanza. Se i dati riportati sono sbagliati, correggi direttamente la voce biografica; le modifiche saranno visibili in questa lista entro pochi giorni. Per chiarimenti vedi il progetto biografie. La lista contiene solo le 46 persone che sono citate nell'enciclopedia e per le quali è stato implementato correttamente il template Bio. Pagina aggiornata al 22 ott 2022. |

Questa è una lista di persone presenti nell'enciclopedia che hanno il cognome Jacobsen, suddivise per attività principale.

## Allenatori di calcio(2)
- Anders Jacobsen, allenatore di calcio e ex calciatore norvegese (Oslo, n.1968)
- Per Inge Jacobsen, allenatore di calcio norvegese (Haugesund, n.1981)

## Allenatori di pallamano(1)
- Nikolaj Jacobsen, allenatore di pallamano e ex pallamanista danese (Viborg, n.1971)

## Architetti(1)
- Arne Jacobsen, architetto e designer danese (Copenaghen, n.1902 - Copenaghen, † 1971)

## Assiriologi(1)
- Thorkild Jacobsen, assiriologo danese (Copenaghen, n.1904 - Bradford, † 1993)

## Calciatori(15)
- Anders K. Jacobsen, calciatore danese (n.1989)
- Bjarke Jacobsen, calciatore danese (Helsinge, n.1993)
- Christian Høgni Jacobsen, calciatore faroese (Runavík, n.1980)
- Egil Jacobsen, calciatore norvegese (n.1899 - † 1978)
- Erling Jacobsen, calciatore faroese (n.1990)
- Jón Jacobsen, ex calciatore faroese (Tórshavn, n.1983)
- Lars Jacobsen, ex calciatore danese (Odense, n.1979)
- Per Jacobsen, calciatore norvegese (n.1924 - † 2012)
- Pål Jacobsen, ex calciatore norvegese (Molde, n.1956)
- Pætur Jacobsen, calciatore faroese (Tórshavn, n.1982)
- Róaldur Jacobsen, calciatore faroese (n.1991)
- Rógvi Jacobsen, ex calciatore faroese (Klaksvík, n.1979)
- Sjúrður Jacobsen, ex calciatore faroese (Glyvrar, n.1976)
- Thomas Jacobsen, calciatore norvegese (Bodø, n.1983)
- Tom Jacobsen, ex calciatore norvegese (n.1954)

## Cantanti(2)
- Guðrun Sólja Jacobsen, cantante faroese (Tórshavn, n.1982)
- Inger Jacobsen, cantante norvegese (Oslo, n.1923 - Oslo, † 1996)

## Cestisti(2)
- Casey Jacobsen, ex cestista statunitense (Glendora, n.1981)
- Eric Jacobsen, cestista statunitense (Chandler, n.1994)

## Chimici(1)
- Oscar Jacobsen, chimico tedesco (Ahrensburg, n.1840 - Rostock, † 1889)

## Direttori d'orchestra(1)
- Eric Jacobsen, direttore d'orchestra e violoncellista statunitense (Long Island, n.1982)

## Fondisti(1)
- Astrid Uhrenholdt Jacobsen, fondista norvegese (Trondheim, n.1987)

## Ginnasti(1)
- Olaf Jacobsen, ginnasta norvegese (n.1888 - † 1969)

## Hockeisti su ghiaccio(1)
- Michael Jacobsen, ex hockeista su ghiaccio canadese (Kakabeka Falls, n.1981)

## Imprenditori(1)
- Jacob Christian Jacobsen, imprenditore e filantropo danese (Copenaghen, n.1811 - Roma, † 1887)

## Militari(1)
- Fritz Jacobsen, militare e aviatore tedesco (Charlottenburg, n.1894 - Norimberga, † 1981)

## Nuotatori(3)
- Else Jacobsen, nuotatrice danese (Ordrup, n.1911 - Copenaghen, † 1965)
- Mette Jacobsen, ex nuotatrice danese (Nakskov, n.1973)
- Uwe Jacobsen, ex nuotatore tedesco (Aschersleben, n.1940)

## Pallavolisti(1)
- Axel Jacobsen, pallavolista argentino (Necochea, n.1984)

## Piloti motociclistici(1)
- Patrick Jacobsen, pilota motociclistico statunitense (Montgomery, n.1993)

## Pittori(1)
- Sophus Jacobsen, pittore norvegese (Fredrikshald, n.1833 - Düsseldorf, † 1912)

## Poeti(1)
- Rolf Jacobsen, poeta norvegese (Oslo, n.1907 - Oslo, † 1994)

## Registi(1)
- Johan Jacobsen, regista, sceneggiatore e produttore cinematografico danese (Aarhus, n.1912 - Copenaghen, † 1972)

## Rugbisti a 15(1)
- Allan Jacobsen, ex rugbista a 15 scozzese (Edimburgo, n.1978)

## Saltatori con gli sci(1)
- Anders Jacobsen, ex saltatore con gli sci norvegese (Hønefoss, n.1985)

## Scrittori(3)
- Jens Peter Jacobsen, scrittore danese (Thisted, n.1847 - Thisted, † 1885)
- Jørgen-Frantz Jacobsen, scrittore faroese (Tórshavn, n.1900 - † 1938)
- Roy Jacobsen, scrittore e sceneggiatore norvegese (Oslo, n.1954)

## Scultori(1)
- Robert Jacobsen, scultore e pittore danese (Copenaghen, n.1912 - Taagelund, † 1993)

## Violinisti(1)
- Maxim Jacobsen, violinista e insegnante lettone (Mitau, n.1887 - † 1973)